# Réserve naturelle du Kattebroek
Le Kattebroek est une petite réserve naturelle à la frontière des Régions flamande et bruxelloise aux confins de la commune de Berchem-Sainte-Agathe. Il est parcouru par le Molenbeek, un affluent de la Senne dont la source remonte jusqu'à Dilbeek.

## Histoire[1]
Le Kattebroek est un vallon humide situé aux confins de Dilbeek, Grand-Bigard et Berchem-Sainte-Agathe, entre les rues des Chats, Potaarde et de Dilbeek. Il est bordé par le Molenbeek qui fait, ici, sa première incursion en Région bruxelloise.

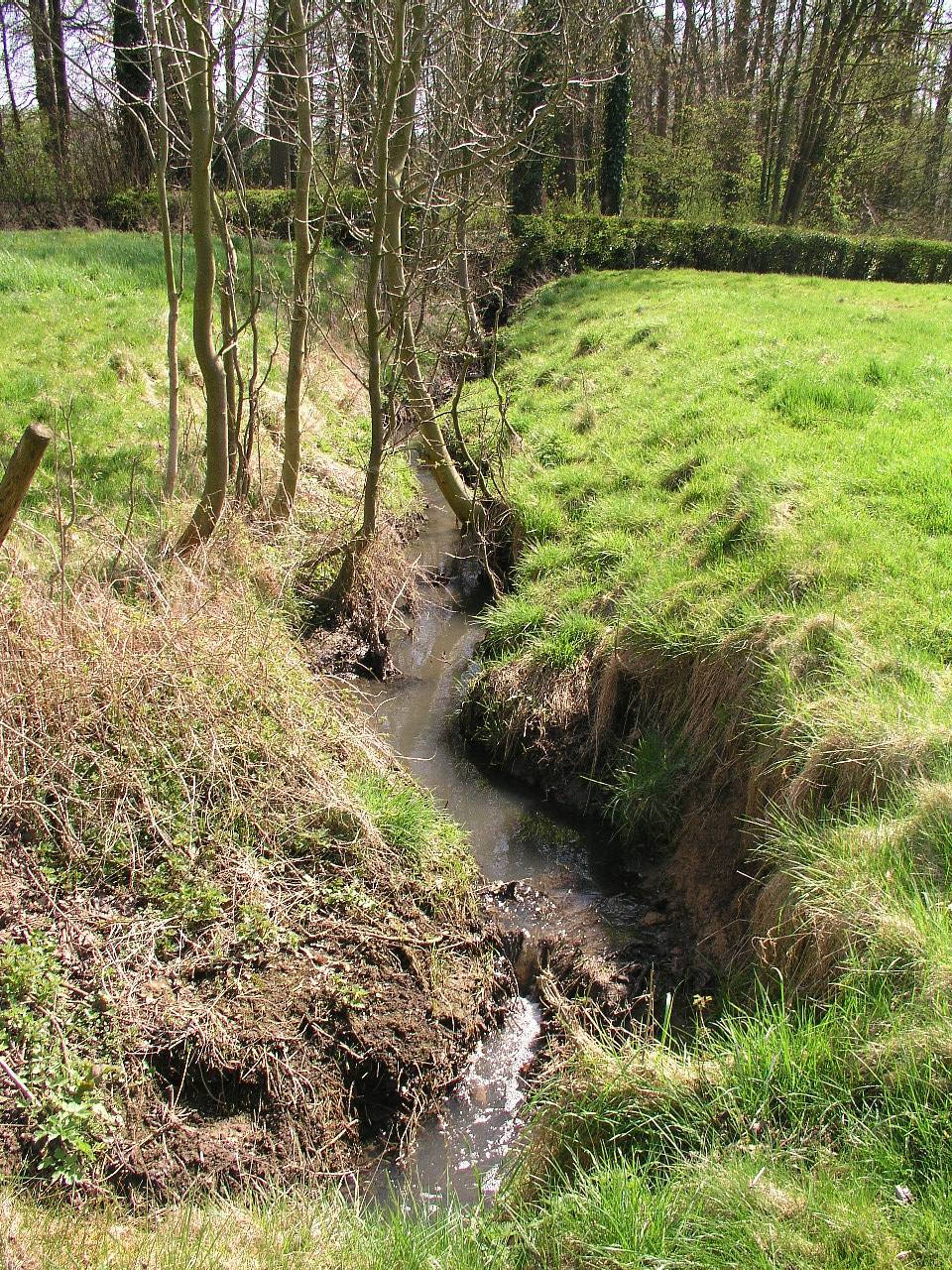
Les méandres du Molenbeek au Kattebroek

L'étymologie du nom n'a rien à voir avec un quelconque marais des chats mais évoque plutôt la présence, à cet endroit, de pierres d'extraction "katte", le terme "broek" renvoyant, sans équivoque cette fois, au "palus" latin. Des carrières de grès lédiens semblent avoir été exploitées à cet endroit dès le XIVe siècle.
En 1959, un plan d'aménagement du plateau de Potaarde prévoit de voûter le Molenbeek pour dédoubler la rue des Chats dans le fond de la vallée jusqu'à la rue Auguste De Smedt, actuellement en cul-de-sac. Entre les deux rues, la construction de hautes maisons dans la verdure est autorisée, sans autre précision. Le caractère marécageux du site fait toutefois hésiter les promoteurs immobiliers.
Vingt ans plus tard, le 17 septembre 1984, un permis de lotir est adopté pour le côté ouest de la rue des Chats. Il connaît un début d'exécution le long des prairies situées à hauteur de la rue Potaarde.
Alertés par sa valeur biologique, les autorités régionales bruxelloises finissent par classer, le 22 septembre 1994, le site compris entre la rivière et le sentier, incluant une zone tampon de trois mètres à l'est de celui-ci. Longtemps retardée par des procédures judiciaires, la protection de la prairie en pente de la rue des Chats, indispensable au maintien de la zone humide, a finalement été acquise en 2006.

## Un morceau du Pajottenland[1]

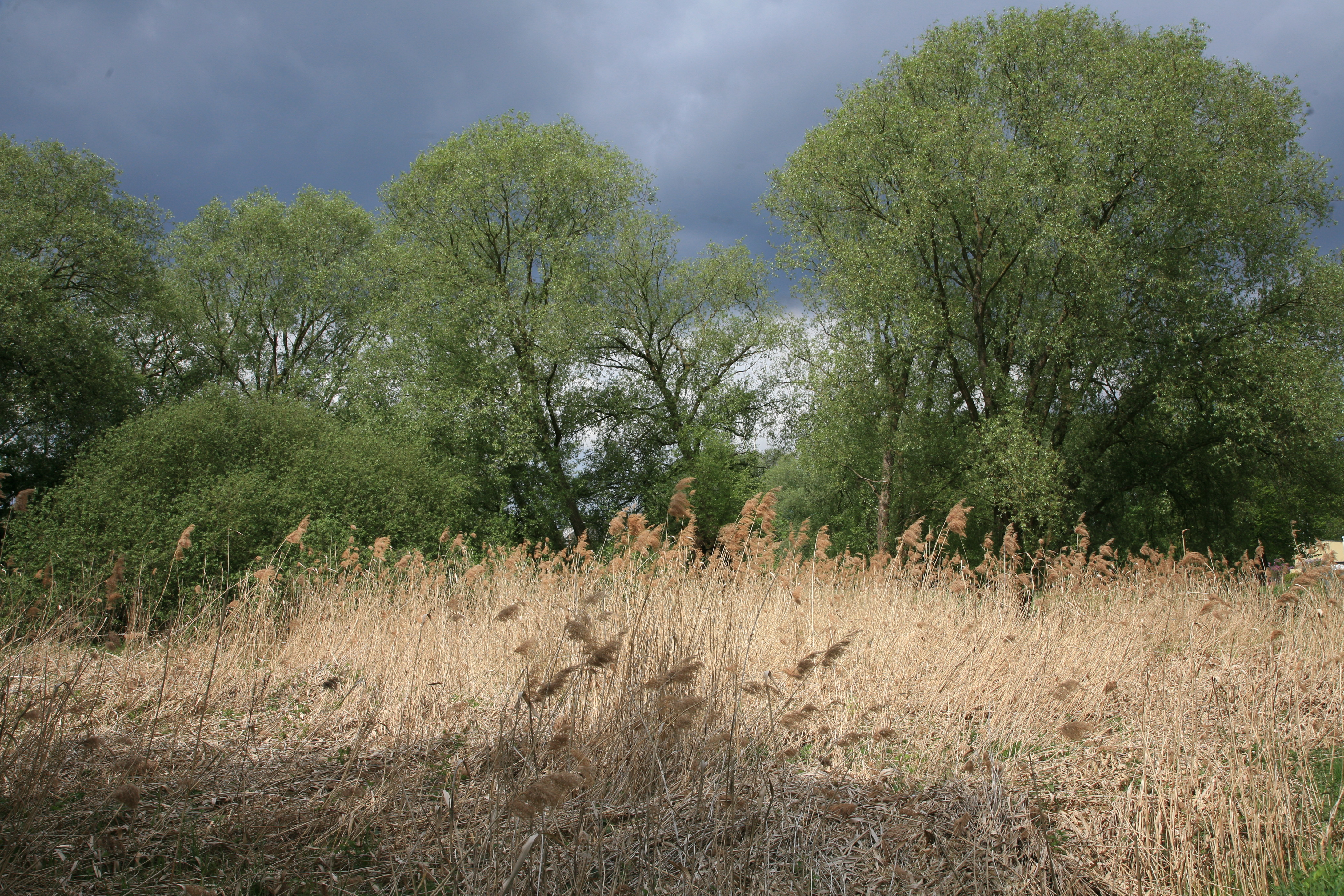
Roselière

Paysage typique et préservé du Pajottenland, le Kattebroek étend ses prairies pâturées en pente douce, ses alignements de saules têtards et, fait plus exceptionnel, une des plus grandes roselières naturelles de la Région bruxelloise. Le champ de roseaux s'étend sur une dizaine d'ares au centre du site, au fond de la vallée humide. Il accueille une avifaune aquatique caractéristique : rousserolle, poule d'eau, canard colvert, héron cendré et, parfois, bécassine des marais.
Le vallonnement du site offre des perspectives intéressantes, typiques des paysages de la vallée de la Senne. La longue bande herbeuse est colorée de renoncules au printemps et parsemée de bosquets feuillus et de grands saules au feuillage argenté.

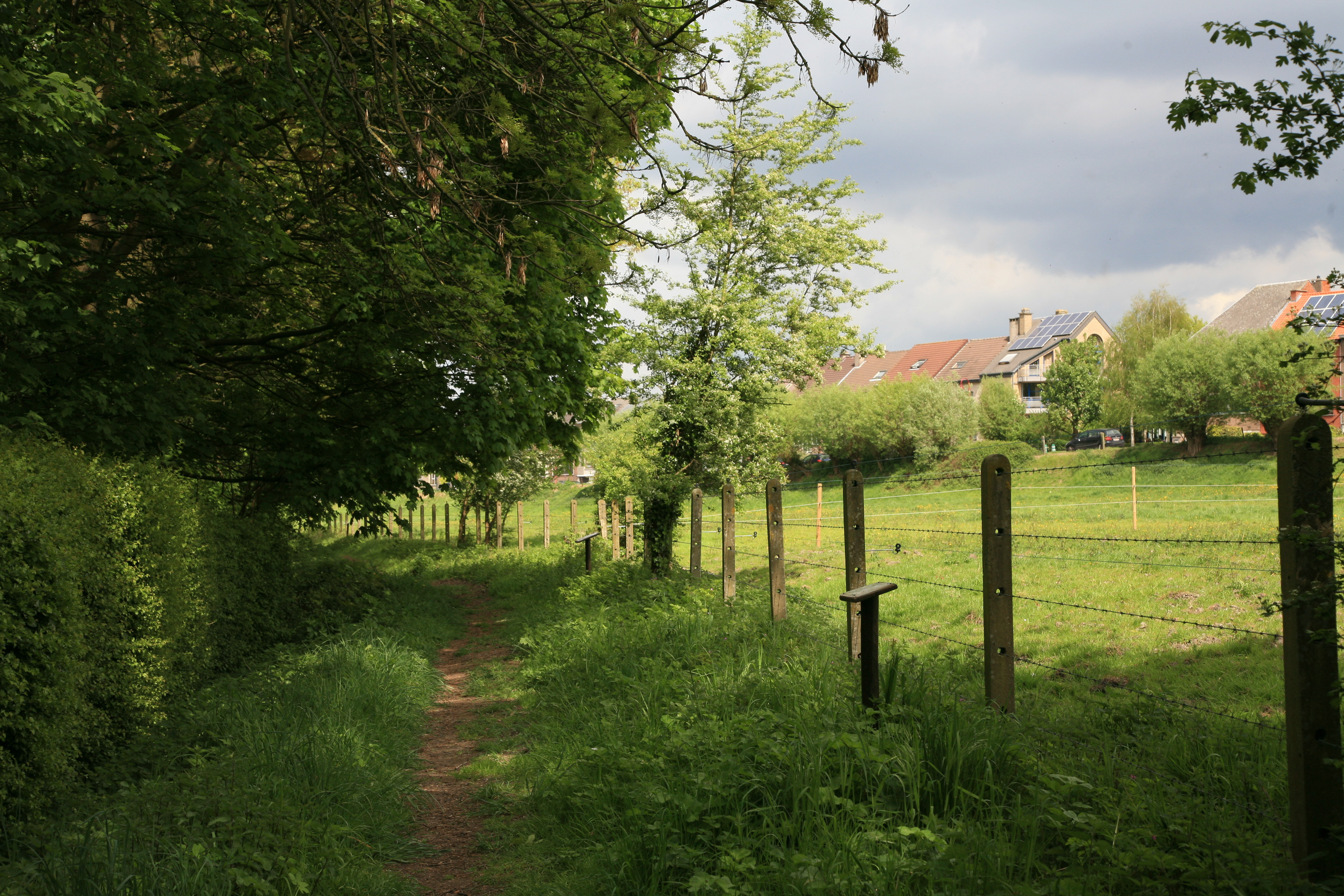
Cheminement le long des prairies

Le long du Molenbeek, le site est traversé par un chemin vicinal, l'ancienne rue des Chats, qui reliait autrefois le chemin de Grand-Bigard à la chaussée de Dilbeek. Ce chemin pittoresque a été transformé en 1993 en sentier pédagogique. Des panneaux didactiques commentent, tout au long de son parcours, la flore typique des marais. Un charme au port en boule, vieux de 80 ans, est situé en bordure de la rue des Chats.
Le long du sentier, on peut observer différents types de végétation marécageuse. Depuis la rue de Dilbeek, on traverse d'abord un marais à scirpe des bois, menthe aquatique et cirse maraîcher, ensuite la roselière à phragmites, laîche des marais et reine-des-prés et, enfin, divers groupements de prairies humides contenant le jonc diffus, la prêle des marais ou le vulpin des prés.